# ザ・サイドワインダー (アルバム)
『ザ・サイドワインダー』（The Sidewinder）は、リー・モーガンのリーダー・アルバム。1963年12月21日にレコーディングされブルーノート・レコードから1964年にリリースされた。
発売されるとブルーノート・レーベル空前のヒットとなり、1965年1月9日付のBillboard 200で最高25位を記録、シングルカットされたタイトル曲「ザ・サイドワインダー」も最高81位を記録し、ブルーノート・レーベル創設以来の売れ行きとなってジャズとしては空前のベストセラーとなった。
タイトルチューンは、どこかニューオーリンズのR&Bにも通じる8ビートを取り入れたジャズ・ロック調で大ヒットし、1965年にはクライスラー社のテレビCMに使われた。今日でもしばしばカバーされ、近年の日本においてもカヴァー・バージョンがテレビCMに使われたりし、ジャズ・スタンダードの1つとなっている。

## 収録曲
全曲、リー・モーガン作曲
1. ザ・サイドワインダー - "The Sidewinder"
2. トーテム・ポール - "Totem Pole"
3. ゲイリーズ・ノートブック - "Gary's Notebook"
4. ボーイ・ホワット・ア・ナイト - "Boy, What a Night"
5. ホーカス・ポーカス - "Hocus-Pocus"
6. トーテム・ポール（別テイク） - "Totem Pole" (alternate take) ※CD再発時からのボーナス・トラック

## 参加アーティスト
- リー・モーガン (Lee Morgan) - トランペット
- ジョー・ヘンダーソン (Joe Henderson) - テナー・サクソフォーン
- バリー・ハリス (Barry Harris) - ピアノ
- ボブ・クランショウ (Bob Cranshaw) - ベース
- ビリー・ヒギンス (Billy Higgins) - ドラム

## 参考資料
- ザ・サイドワインダー (ライナーノーツ). リー・モーガン. EMIミュージック・ジャパン. 2009. TOCJ 8511。